# 한천초등학교 두촌분교
한천초등학교 두촌분교는 대한민국 충청북도 진천군 덕산면 두촌리 100에 있었던 공립 초등학교이다.

## 학교 연혁
- 1968년 9월 1일 옥동국민학교 두촌분교장 설립인가
- 1970년 8월 28일 두촌국민학교 승격인가
- 1971년 3월 1일 두촌국민학교 승격 개교
- 1989년 9월 1일 한천국민학교로 편입(한천국민학교 두촌분교)
- 1996년 3월 1일 한천초등학교 두촌분교로 개칭
- 1999년 9월 1일 한천초등학교로 통폐합